# Білий Василь Павлович
Васи́ль Па́влович Бі́лий (нар. 6 серпня 1951) — народний депутат України 1-го скликання.

## Біографія
Народився 6 серпня 1951 року в селі Іванне, Дубенський район, Рівненська область, УРСР в сім'ї селян. Українець, освіта вища, агроном, закінчив Мирогощанський радгосп-технікум, Українську сільськогосподарську академію і Вищу партійну школу при ЦК Компартії України.
1966 — причіплювач, тракторист колгоспу ім. Котовського, Дубнівського району.
1967 — студент Мирогощанського радгоспу-технікуму, бригадир рільничої бригади колгоспу ім. Котовського.
1971 — служба в Радянській Армії.
1973 — завідувач тваринницької ферми, заступник голови правління, секретар парткому КПУ колгоспу ім. Калініна Дубнівського району.
1974 — заступник голови правління, секретар парторганізації колгоспу ім. Котовського.
1979 — інструктор Дубнівського РК КПУ.
1980 — голова колгоспу «Першотравневий» Дубнівського району.
1988 — другий секретар Дубнівського МК КПУ.
1989 — голова Дубенської районної Ради та виконкому.
1994 — директор державного лісомисливського господарства «Дубенське» Рівненська обл.
Член КПРС 1972—1991, делегат XXVII з'їзду КПУ; депутат міської Ради.
Висунутий кандидатом у Народні депутати України трудовим колективом колгоспів ім. Котовського, «Першотравневий» «Дружба» ім. Кузнєцова, Варковицькому ремонтно-троанспортного підприємства, меблевої фабрики, АТП-15606, РСТ Дубнівського р-ону.
18 березня 1990 року обраний народним депутатом України, 2-й тур 54.39 % голосів, 5 претендентів.
Входив до груп «Аграрники», «Злагода — Центр», фракції конгресу національно-демократичних сил.
- Рівненська область
- Дубнівський виборчий округ № 334
- Дата прийняття депутатських повноважень: 15 травня 1990 року.
- Дата припинення депутатських повноважень: 10 травня 1994 року.

Член Комісії ВР України з питань відродження та соціального розвитку села.
Нагороджений орденом «Знак Пошани».
Одружений, має двох дітей.